# Oboe da caccia
L'oboe da caccia è uno strumento a fiato ad ancia doppia della famiglia degli oboi. È stato utilizzato principalmente nel periodo barocco, cadendo successivamente in disuso; fu poi sostituito dal corno inglese, simile per suono e tessitura.
Rispetto all'oboe ordinario è accordato una quinta più basso.

## Invenzione
L'oboe da caccia fu probabilmente inventato da J. H. Eichentopf agli inizi del Settecento. La prima testimonianza dell'uso dell'oboe da caccia in un'orchestra è il giugno 1723 quando fu suonata l'aria BWV 167/3 di Johann Sebastian Bach. Benché Bach non sia stato il creatore di questo strumento ne ha fatto largo uso nelle sue composizioni; solo nel 1723 ne ha realizzate cinque (BWV 1, BWV 46, BWV 48, BWV 179, oltre alla già citata BWV 167).
Altri compositori che hanno scritto parti per oboe da caccia sono stati Johann Friedrich Fasch, Johann Christoph Graupner e Giovanni Battista Ferrandini.

## Costruzione
L'oboe da caccia è costituito da un corpo di legno ricoperto di cuoio, che termina con un'apertura in ottone. La costruzione dello strumento è diversa dagli altri della stessa famiglia: l'alesaggio e il profilo esterno sono realizzati inizialmente al tornio; successivamente vengono effettuati dei tagli dal lato in cui l'oggetto verrà curvato. Lo strumento viene poi curvato con l'aiuto del vapore, dopodiché viene applicata e incollata una stecca di legno per riparare i tagli. L'intero corpo dello strumento viene infine ricoperto con la pelle.